# Eoraptor
Eoraptor is een geslacht van uitgestorven dinosauriërs dat tijdens het Trias leefde in het gebied van het huidige Argentinië. De enig benoemde soort is Eoraptor lunensis.
Eoraptor is een klein dier. Het is een van de oudste en meest basale dinosauriërs die bekend zijn.

## Vondst en naamgeving
In 1991 vond de Argentijnse paleontoloog Ricardo Martínez, tijdens de Argentijns-Amerikaanse Expeditie, aan het oppervlak van het Ischigualasto Provincial Park de schedel van een kleine dinosauriër. Het bleek deel uit te maken van een vrijwel volledig skelet. De vondst werd in de literatuur vermeld in 1992. In 1993 benoemden en beschreven Paul Sereno, Catherine Forster, Raymond Rogers en Alfredo Monetta de typesoort Eoraptor lunensis. De geslachtsnaam betekent 'rover van de dageraad': raptor is 'rover' in het Latijn en ἠώς, èoos, betekent 'dageraad' in het Klassiek Grieks. De soortaanduiding betekent 'van de maan' en verwijst naar het feit dat het fossiel in de Valle de la Luna, 'Maanvallei', is aangetroffen.

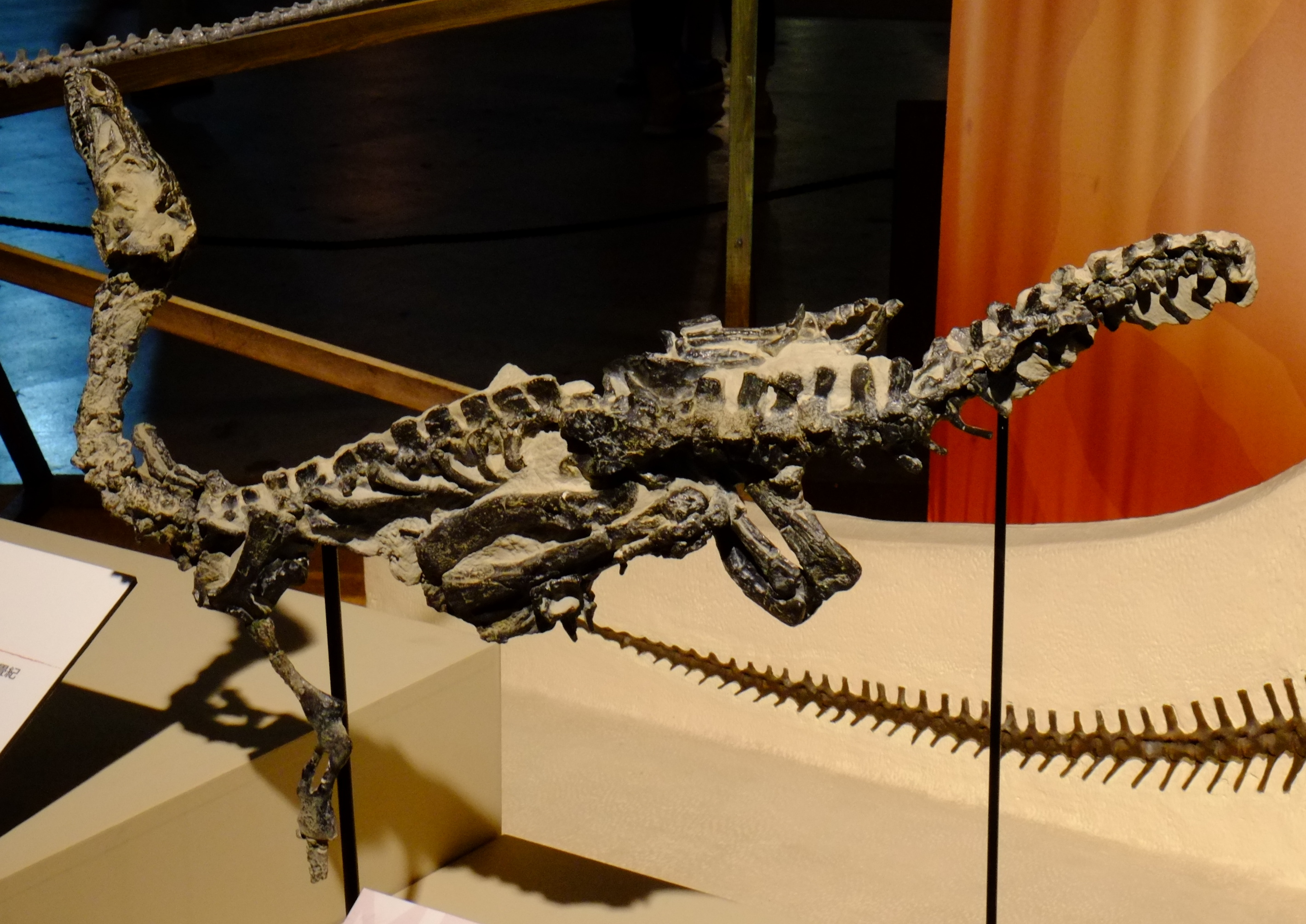
Het skelet in de houding waarin het werd aangetroffen

Het holotype PVSJ 512 is gevonden in de Cancha de Bochasafzetting van de Ischigualastoformatie, die dateert uit het Carnien en 231,4 miljoen jaar oud is. Het bestaat uit een skelet met schedel waaraan slechts de onderkant van het linkerscapulocoracoïde, enkele linkervingers, de uiterste kootjes van de derde rechterteen en het uiteinde van de staart, de achttiende wervel en verdere, ontbreken. Het gaat om een jongvolwassen dier.
Na het holotype zijn nog wat exemplaren gevonden, die echter veel minder volledig zijn. Het gaat om de specimina PVSJ 559: twee voorste ruggenwervels, ribben en de rechterachterpoot van een volwassen dier; PVSJ 745: een onderste hersenpan, halswervels, ruggenwervels, bekken en achterpoten van een jongvolwassen dier; PVSJ 852: een rechterdijbeen van een jongvolwassen dier; PVSJ 852: een rechterdijbeen van een volwassen dier; PVSJ 860: twee achterpoten van een volwassen dier; PVSJ 862: de bovenkant van een rechteropperarmbeen, de bovenkant van een dijbeen en een rechterachterpoot van een jongvolwassen dier; en PVSJ 872: een rechterdijbeen waaraan het middenstuk ontbreekt.
De oorspronkelijke beschrijving was voorlopig. Sereno zette zich onmiddellijk aan een gedetailleerde herbeschrijving en voltooide die in wezen in 1995. Het zou echter tot 2012/2013 duren voordat die gepubliceerd zou worden.

## Beschrijving

### Grootte en onderscheidende kenmerken
Eoraptor was een klein dier, door Sereno oorspronkelijk geschat op een meter lang en vijf kilogram zwaar. Het holotype is later door hem geschat op 1,2 meter. Specimen PVSJ 559, een volwassen dier, is iets groter en de lichaamslengte daarvan bedraagt ongeveer 1,3 meter. Sereno schatte in 2013 dat de grootste exemplaren anderhalve meter werden.
Sereno stelde in 2013 een aantal onderscheidende kenmerken vast. Het gaat hier om echte autapomorfieën, unieke afgeleide eigenschappen. De achterste tak van de praemaxilla is slank met een tongvormig verbreed uiteinde. Tussen de praemaxilla en het bovenkaaksbeen bevindt zich een nauw hiaat dat één tand breed is. De tandkronen in het bovenkaaksbeen hebben een opvallend uitsteeksel aan de zijkant. Het neusbeen vormt een overdwars breed horizontaal beenplateau met een bolle zijrand dat de uitholling rond de fenestra antorbitalis overhangt. De achterrand van het verhemeltebeen heeft een tak richting pterygoïde die aan de zijkant in een balgewricht in het ectopterygoïde steekt. De voorste gewrichtsuitsteeksels van de middelste halswervels hebben aan de binnenkant een extra articulerend uitsteeksel. De wervellichamen en wervelbogen van de ruggenwervels zijn extreem uitgehold.

### Skelet

#### Schedel
De schedel van PVSJ 512 heeft een lengte van 123 millimeter. Zowel in zijaanzicht als in bovenaanzicht is de schedel ruwweg driehoekig. De snuit is echter spitser in bovenaanzicht dan van bezijden bezien door een afgeronde snuitpunt. De schedel is wat hoger dan breed. Het neusgat is nogal groot met een doorsnede die minstens de helft bedraagt van die van de oogkas, een kenmerk dat gedeeld wordt met veel basale Sauropodomorpha. De oogkas is relatief groot met een doorsnede van vierendertig millimeter, iets wat samen kan hangen met de geringe absolute grootte van de kop: de meeste kleine dinosauriërs, volwassenen of jongen, hebben relatief grote ogen. Vóór de oogkas bevindt zich een grote schedelopening, de fenestra antorbitalis, in de vorm van een driehoek met een afgeronde voorste punt. De opening is omgeven door een grote uitholling die zich niet pneumatisch in de omringende schedelbeenderen voortzet zoals bij veel Theropoda wel het geval is. Deze fossa is niet breed over het traanbeen. Onder de uitholling ligt een horizontale rij aderkanalen waarvan de achterste de vorm heeft van een naar achteren uitlopend foramen, een typisch sauropodomorf kenmerk. Ook sauropodomorf is het grote deel van de bovenste oogkas dat het prefrontale uitmaakt en het feit dat het onderste slaapvenster van achteren door slechts dunne takken van het squamosum en quadratum begrensd wordt. De kop van het quadratum wordt helemaal door het squamosum omvat, iets wat bij theropoden niet voorkomt. Het ovale bovenste slaapvenster heeft een afgerond voorrand in plaats van de rechte afsnijding die typisch is voor triadische Theropoda. Een zeer basaal kenmerk is dat zich kleine pterygoïde tandjes bevinden op het verhemelte, iets wat bij dinosauriërs verder alleen bekend is van Eodromaeus.

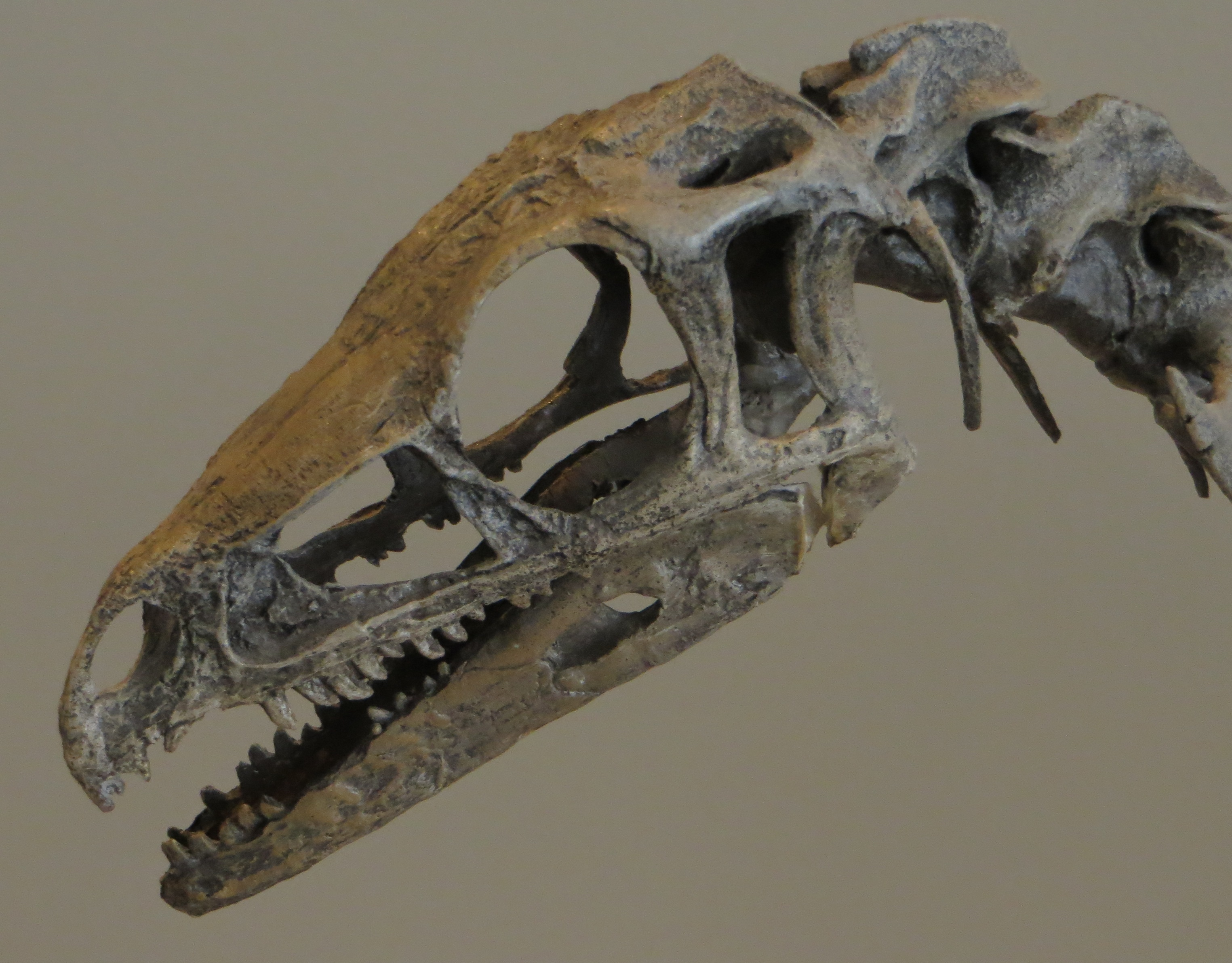
Een model van de schedel

De praemaxilla draagt vier tanden. Het hoofdlichaam ervan heeft een driehoekige doorsnede in zijaanzicht. De achterkant is verzonken door de uitholling rond het neusgat. Vooraan in die uitholling, boven de tweede tand, bevindt zich een aderkanaal. Die positie is typisch voor Ornithischia. De opgaande tak is zeer dun. De opgaande takken kepen de neusbeenderen enkelvoudig in zodat een V-profiel ontstaat in plaats van het complexere W-profiel dat typisch is voor theropoden. Ook de tak onder het neusgat is dun. Deze tak sluit het bovenkaaksbeen uit van het neusgat en verwijdt zich naar buiten toe, een halvemaanvormige richel vormend.
Het bovenkaaksbeen wordt onderaan doorboord door een horizontale rij foramina. Die zijn schuin naar voren en beneden gericht. Het voorste foramen is wat groter. Dat geldt ook voor het achterste dat echter naar achteren uitloopt in een nogal hoge horizontale groeve richting jukbeen die zo'n veertig procent van de lengte van het element beslaat. Deze configuratie van de foramina is in het algemeen typisch voor basale sauropodomorfen. De openingen fungeerden vermoedelijk als aderkanalen voor een lip. De plaatsing in een rij suggereert sterk dat er achter een dieper voedingskanaal was maar dat werd op de CAT-scan niet zichtbaar. Er is een groter foramen direct onder het neusgat, op de grens tussen praemaxilla en bovenkaaksbeen, dat uitkomt bij de interne vleugel van de praemaxilla maar er is geen fenestra promaxillaris zoals de meeste basale dinosauriërs wel bezitten en ook geen fenestra praemaxillaris of fenestra maxillaris. Tussen praemaxilla en bovenkaaksbeen ligt een kleine, vrij korte inkeping, schuin omhoog en naar achter gericht. De praemaxilla hangt echter niet ten opzichte van het bovenkaaksbeen af, en is er volgens Sereno ook niet beweeglijk mee verbonden zoals bij veel basale theropoden wél het geval is. De eerste maxillaire tand steekt schuin naar voren uit in het diasteem; op de onderkaak bevindt zich een overeenkomende kleine verheffing. De derde dentaire tand steekt hier bij gesloten muil aan de binnenkant naar boven, niet recht in het diasteem zoals bij Coelophysidae. Sereno meende dat dit alles een functie moest hebben bij het eten: of bij het grijpen van een prooi of bij het verwerken van planten. De uitholling rond de fenestra antorbitalis is vooral aan de voorkant ervan opvallend overdwars breed met een wat naar buiten gedraaide opstaande rand; erboven of eronder is de diepte veel minder. Er is geen echte pneumatisering hoewel de uitholling aan de voorrand en onderrand wel iets onder de lage en scherpe omringende richel verdwijnt — maar dat laatste weer niet ter hoogte van de vierde, vijfde en zesde maxillaire tand. De richel wordt naar achteren hoger en meer afgerond zoals coelophysiden het helemaal rondom hebben. De wand van de uitholling is vooraan en midden onderaan licht hol maar bovenaan verticaal bol gekromd. Voor en achter onderaan vormt de uitholling een diepe trog die meer naar boven dan buiten gericht is. De fenestra antorbitalis op zich is 30% langer dan hoog. Aan de achterste onderhoek van de opening overlapt een korte tak van het verhemeltebeen de voorzijde van het brede raakvlak tussen traanbeen en bovenkaaksbeen terwijl de achterzijde overlapt wordt door het jukbeen. Achteraan loopt het bovenkaaksbeen uit in een dunne tak die tot onder de achterzijde van de oogkas reikt en in de onderkant van de voorste tak van het jukbeen steekt. De interne vleugels van de bovenkaaksbeenderen raken elkaar, een vloer vormend onder de externe neusgaten.
Het neusbeen is relatief kort, minder dan de helft van de lengte van schedel uitmakend. Bij typische basale theropoden is dat meer dan de helft. Zoals bij basale Sauropodomorpha steekt de kromming van de middelste gezamenlijke beenbalk van de neusbeenderen boven het niveau van het schedeldak uit, licht overdwars en in de lengterichting welvend. Hun beennaad ligt niet in een inzinking. Het neusbeen vormt een dunne rand boven het neusgat naar voren in bovenaanzicht spits toelopend waar de praemaxilla geraakt wordt. De neergaande tak aan de achterzijde van het neusgat bevindt zich aan de binnenzijde van de tak van de praemaxilla en rust op de voorzijde van het bovenkaaksbeen. Achteraan overlapt het neusbeen het voorhoofdsbeen en keept het V-vormig in, zodat beide nasalia samen een W-vormige naad hebben met de frontalia. Het neusbeen vormt een plat beenplateau boven de uitholling rond de fenestra antorbitalis, zijwaarts uitstekend in een breed bol profiel in bovenaanzicht. Achteraan loopt deze rand uit in een kleine spoor die de buitenzijde van het traanbeen omklemt. Dat is typisch voor theropoden maar ook sommige basale sauropodomorfen hebben daar een rudiment van.
Het traanbeen is L-vormig waarbij de voorste tak ongeveer half zo lang is als de neergaande tak. Het is niet gepneumatiseerd hoewel de uitholling rond de fenestra antorbitalis wel vrij diep insteekt. Ook is er een brede groeve halverwege de neergaande tak die naar beneden uitloopt in een groot foramen lacrimale. De neergaande tak vormt de ronde voorkant van de oogkas. Intern is er een groeve, twee derden van die tak beslaand, voor de neergaande tak van het prefrontale, zoals bij veel Saurischia. Onderaan is er een W-vormig raakvlak met het bovenkaaksbeen. De neergaande tak van het prefrontale is bijna even lang als de achterste tak die in een insparing in het voorhoofdsbeen rust. Het prefrontale is van boven licht gewelfd en aan de onderzijde licht hol. De voorhoofdsbeenderen worden verbonden door een rechte beennaad. Achteraan buigt het voorhoofdsbeen naar beneden om de voorste helling te vormen van de uitholling rond het bovenste slaapvenster. De voorhoofdsbeenderen worden achteraan ingekeept door de wandbeenderen.

#### Onderkaken
In de onderkaak staat de voorste tand de breedte van één tandkas van de voorrand verwijderd, zoals typisch is voor Sauropodomorpha. De onderkaken zijn opvallend korter dan de eigenlijke schedel.

#### Postcrania
De wervelkolom van Eoraptor telt negen halswervels, vijftien ruggenwervels, drie sacrale wervels en een onbekend aantal staartwervels.

## Fylogenie

### Een van de oudste dinosauriërs

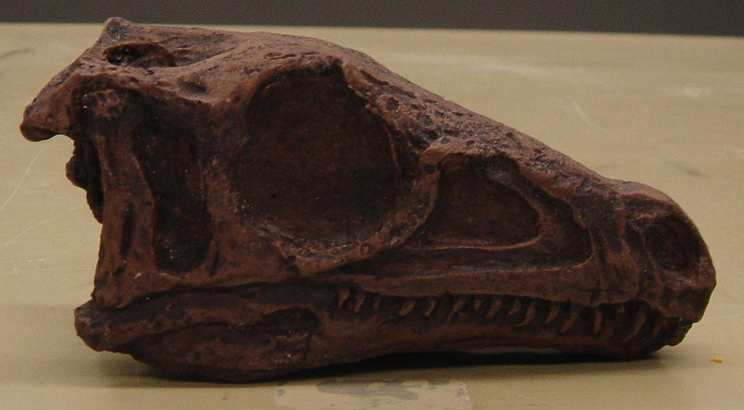
Afgietsel van de schedel

Eoraptor is met een leeftijd van ruim 230 miljoen jaar een van de oudste bekende dinosauriërs; hij moet dicht gestaan hebben bij de laatste gemeenschappelijke voorouder van die groep. Sereno nam in 1993 aan dat het ging om een lid van de Theropoda, de groep die bijna alle vleesetende dinosauriërs omvat. Het zou de meest basale bekende theropode zijn, dus helemaal onder in de stamboom van die groep staan. Eoraptor toont de standaard bouw van een theropode, maar enkele kenmerken verraadden zijn afkomst van meer basale Dinosauromorpha. Hij had vrij lange armen met vijf vingers. Dit is een meer oorspronkelijk kenmerk: naarmate de theropoden zich ontwikkelden, reduceerde het aantal vingers zich tot drie — zelfs twee bij de Tyrannosauridae. Bij Eoraptor zijn de vierde en vijfde digitus, het geheel van vinger en middenhandsbeen, al verkleind en Sereno zag dit als een aanwijzing voor een theropode verwantschap, vergetend dat basale Ornithischia ook al een zekere reductie tonen. De langere armen wezen ook op zijn afkomst; de meeste Archosauria liepen nog deels op vier poten. Het is wel geopperd dat Eoraptor dit ook deed.
Sereno viel al op dat Eoraptor enkele meer bladvormige tanden tussen zijn carnivorengebit bezat die meer leken op die van de plantenetende Sauropoda. Dit zag hij als een aanwijzing dat de Sauropodomorpha ontstonden uit op theropoden lijkende vormen, vermoedelijk niet lang nadat deze zelf waren ontstaan uit oudere Dinosauromorpha.
Verschillende andere onderzoekers kwamen ook tot de conclusie dat Eoraptor een theropode is. Daarbij werden ze echter gehinderd door het ontbreken van een gedetailleerde beschrijving.

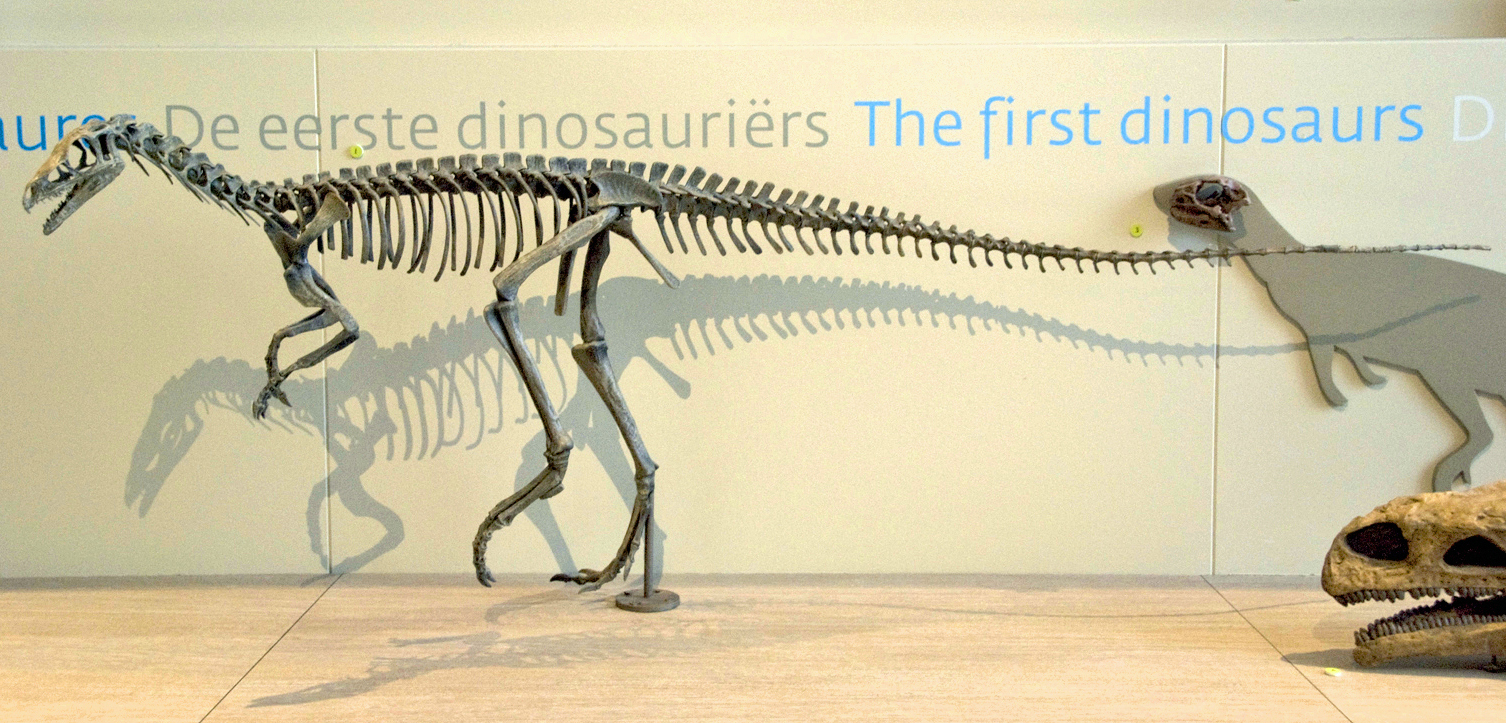
Replica van Eoraptor te Brussel

### Geen theropode of zelfs dinosauriër?
Volgens sommige wetenschappers is Eoraptor geen primitieve dinosauriër maar een hoogontwikkelde dinosauromorf. Zij achten het dier te primitief dan dat het tot de Dinosauria zou kunnen behoren. Kevin Padian betwijfelde in 1993 al of het een theropode was en zag hem als een basale saurischiër, buiten de klade van de Eusaurischia. Dit was gebaseerd op de toen bekende synapomorfieën van die groepen. De kennis daarover is aanzienlijk toegenomen en gecombineerd met de nieuwe beschrijving door Sereno is de situatie erg complex geworden. Padians aanwijzingen dat Eoraptor een basale saurischiër is, bleken incorrect te zijn maar nieuwe gegevens geven een reeks van verschillende mogelijkheden, alle tamelijk zwak ondersteund.

### Sauropodomorpha
Een onderzoeksteam rond Ricardo Martínez plaatste Eoraptor in 2011 in de Sauropodomorpha, de zustergroep van de Theropoda binnen de Eusaurischia, na een vergelijking met de basale theropode Eodromaeus. Eoraptor heeft enkele van de typische theropode eigenschappen van Eodromaeus niet en deelt daarenboven eigenschappen met basale leden van de Sauropodomorpha, zoals de tandvorm en een iets naar binnen geroteerde duim. Hij zou daarin nauw verwant zijn aan Panphagia. Volgens het onderzoek zou Eoraptor een omnivoor zijn, of zelfs een herbivoor. Een nieuwe analyse van Martínez uit 2013 bevestigde dit resultaat. Problematisch is echter dat de nieuwe beschrijving uit 2013 van Sereno verschillende kenmerken waarop de twee analyses gebaseerd zijn, ontkracht. Het resultaat van de vele analyses is voorlopig dat geen enkele positie van Eoraptor goed ondersteund wordt. Het dier is zo basaal van bouw dat het lastig is vast te stellen op welke aftakking hij zich nu precies bevindt.

## Levenswijze
Vermoedelijk joeg Eoraptor op nog kleinere dieren, zoals hagedisjes, zoogdieren en insecten en at hij soms aas. Waarschijnlijk leidde hij een teruggetrokken bestaan – er loerden vele gevaren zoals grote archosauriërs. Dat ligt vooral voor de hand als hij inderdaad een sauropodomorf was want die groep zou zich tot pure planteneters evolueren. Daar Eoraptor erg klein was, kon hij veel plantenmateriaal in zijn korte darmtraject echter niet goed verteren en moet hij zich beperkt hebben tot hoogwaardige voedzame delen die in het Carnien, toen de flora nog wat beperkt was, lastig te vinden zullen zijn geweest.